# فرنك إيسومبا
فرنك إيسومبا (بالفرنسية: Franck Essomba)‏ هو لاعب كرة قدم كاميروني في مركز الوسط، ولد في 9 فبراير 1987 في دوالا في الكاميرون. لعب مع أهلي برج بوعريريج والأولمبي الباجي والنجم الرياضي ببني خلاد ونادي اتحاد بيتام ونادي بويسي وياغيلونيا بياويستوك ويونيون دوالا.

## وصلات خارجية
- فرنك إيسومبا على موقع قاعدة بيانات كرة القدم.إي يو (الإنجليزية)
- فرنك إيسومبا على موقع Soccerway.com (الإنجليزية)